# Vidal Aragonés
 Vidal Aragonés Chicharro  (Cornellá de Llobregat, Barcelona, 9 de abril de 1978) es un abogado y profesor español de la Universidad Autónoma de Barcelona, diputado en el Parlamento de Cataluña en la XII legislatura por la Candidatura de Unidad Popular.

## Biografía
Nacido en el barrio de San Ildefonso de Cornellá de Llobregat de padres de Calzada de Calatrava, Vidal Aragonés es licenciado en Derecho por la Universidad de Barcelona (2002) y tiene un postgrado en Derecho del trabajo por la Universidad Pompeu Fabra (2005).
Socio del Colectivo Ronda, ha trabajado desde el año 2002 en temas laborales.
Desde 2010 es profesor asociado de Derecho del Trabajo y de la Seguridad Social de la Universidad Autónoma de Barcelona y docente en el Master de Derechos Sociolaborales en la misma universidad. Ha sido asesor de varios sindicatos y órganos de representación de los trabajadores.
Militante de Alternativa de Izquierda de Cornellà (AECornellà) e integrante del movimiento Llamada Constituyente de la Candidatura de Unidad Popular fue candidato a la alcaldía por la coalición municipal Cornellà en Comú-Crida per Cornellà en las Elecciones municipales de España de 2015. Su partido quedó en segunda posición detrás del Partido de los Socialistas de Cataluña (PSC) y Aragonés se convirtió en concejal de la oposición.
En las Elecciones al Parlamento de Cataluña de 2017 formó parte de la candidatura independentista de la CUP en el número 3 de la circunscripción electoral de Barcelona.
Desde el 17 de enero de 2018 es diputado en el Parlamento de Cataluña en la XII legislatura autonómica de Cataluña.

## Obras
- Precariedad laboral (2011). Colectivo Ronda.
- Manual para luchar contra la reforma laboral (2012), coeditado con Luis Ocaña Escolar. Editorial Atrapasueños.
- Las transformaciones hacia el socialismo en Venezuela (2014), coeditado con Luis Ocaña Escolar. Editorial Atrapasueños.
- A pie de obra: memoria obrera de la cooperativa de construcciones del Baix Llobregat (2017), coeditado con Joaquín Recio Martínez. Editorial Atrapasueños.